# Anne-Sophie Bernadi
Anne-Sophie Bernadi, originaire de Collioure (Pyrénées-Orientales), est une journaliste sportive française spécialisée dans le rugby et commentatrice à l'antenne des compétitions de biathlon sur L'Équipe.

## Biographie
Après un bac L obtenu en 2007, elle obtient ensuite une licence de lettres modernes en 2011 à l’université de Perpignan.
Initialement tentée par une carrière de professeure, elle bifurque vers une carrière de journaliste. Elle s'inscrit à l'Ecole de journalisme de Toulouse dont elle sort diplômée en 2015.
Originaire de Collioure, son milieu familial (père et frère) la pousse à s’intéresser d’abord au rugby. 

## Carrière
Elle commence sa carrière par des stages pour le service des sports de Ouest-France à La Roche-sur-Yon (Vendée) puis chez i-Télé, RMC Sport et L'Équipe.
Passionnée de rugby, elle couvre en 2013 la coupe du monde de rugby des moins de 20 ans en Vendée ce qui « lui a donné envie de faire du journalisme sportif ».
En 2014, elle collabore avec Rugbyrama. 
Elle rejoint la chaîne de télévision L’Équipe en 2016 d'abord en tant que journaliste multi-sport. Depuis 2017, elle commente les épreuves de la Coupe du monde de biathlon. Après une première saison où elle est chargée d'effectuer les interviews sur site, elle est promue l'année suivante au poste de commentatrice principale en cabine en compagnie du consultant Alexis Bœuf. N’étant pas spécialiste de la discipline, elle avoue des débuts compliqués. Elle a dû beaucoup travailler pour progresser et prendre du plaisir au commentaire.
Elle couvre également en 2018 pour le compte de la chaine la coupe du monde de football en Russie en suivant l'équipe de France.